# ブルートニック
「ブルートニック」(Bluetonic)はイギリスのロックバンド、ブルートーンズのシングル、もしくはその表題曲。60年代の詩人であるエイドリアン・ミッチェルの四行詞『Celia Celia』を歌詞に引用した初期の楽曲で、ライヴでは必ず演奏される定番曲のひとつである。
前作同様、今作もNMEでは「シングル・オブ・ザ・ウィーク」に選ばれ、インディーズチャート1位、全英チャートでも19位に入った。表題曲の元々のタイトルは11番目に作られた曲ということで『No.11』であり、フィアース・パンダ・レコードのコンピレーション盤に収録されていた。

## 収録曲
- CD / 12"

1. Bluetonic
2. Colorado Beetle
3. Glad To See Y' Back Again

- 7" / Cassette

1. Bluetonic
2. Glad To See Y' Back Again